# ボブ・ストブルトリック
ボブ・ストブルトリック（Robert (Bob) J. Ctvrtlik [stəˈvɜːrtlɪk]、1963年7月8日 - ）は、アメリカ合衆国の男子バレーボール選手（元・アメリカ代表）。
2009年の時点で、米国オリンピック委員会（USOC）の副会長（新設された国際関係担当の副会長として2006年3月に就任）。

## 来歴
父はチェコスロバキアからの亡命者だったという。ペパーダイン大学卒業。バレーボールを始めたのは大学に入ってからという説がある。1984年にアメリカ代表に選ばれた。